# Théâtre d'opéra et de ballet de Saratov
Le théâtre d'opéra et de ballet de Saratov (Саратовский театр оперы и балета) est un théâtre situé dans la ville de Saratov en Russie. Il a été fondé en 1875. Son directeur est Alexeï Komarov et son directeur artistique et chef d'orchestre principal, Iouri Kotchnev. Il dispose de deux scènes, le théâtre historique, qui se trouve place du Théâtre, et le nouveau théâtre qui se trouve rue des 50 ans d'Octobre. 

## Histoire

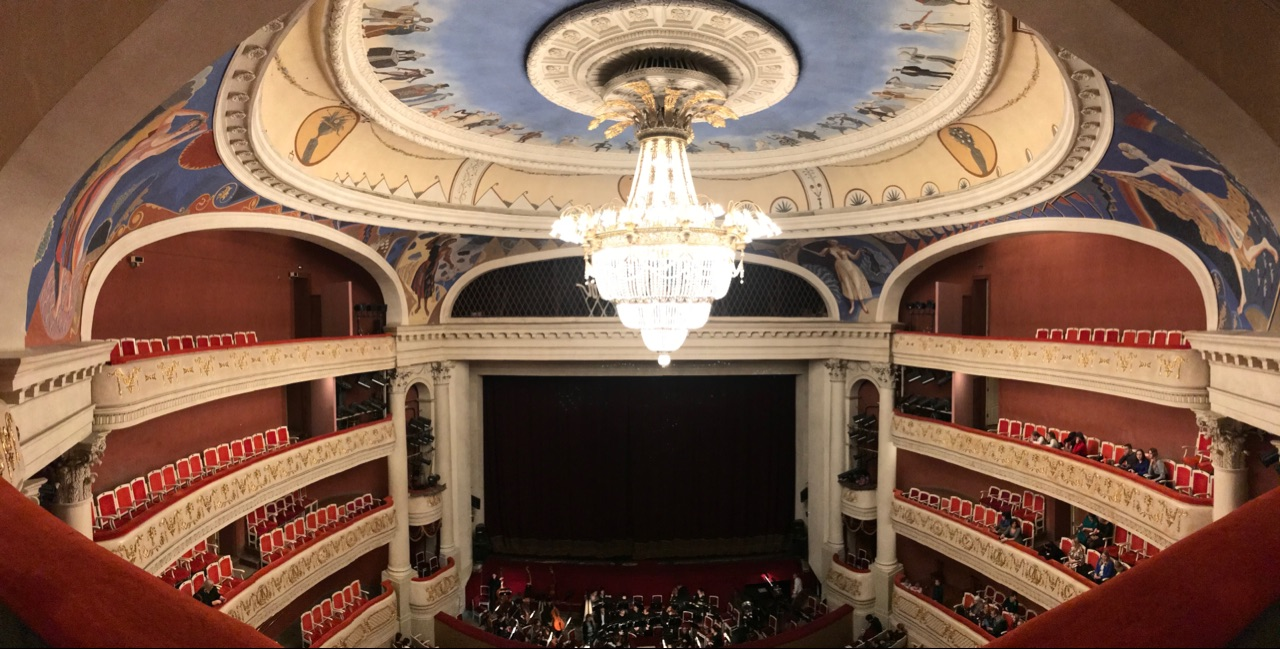
Intérieur de la salle historique en 2019.

C'est en 1803 qu'un premier théâtre est fondé à Saratov, rue de la Noblesse (actuelle rue Zacco et Vanzetti), par le propriétaire terrien Grigori Gladkov qui y fait jouer ses serfs. Le répertoire était grand, en 1806 on y joua vingt-huit comédies, vingt-sept opéras, trois drames et trois tragédies. Mais l'année suivante, Gladkov déménage son théâtre à Penza. Le théâtre du gouverneur Pantchoulidzev le remplace à partir de 1810. En 1860, on emménage à Saratov un théâtre de verdure pour des troupes invitées de passage. On y produit des opéras russes. Le théâtre historique actuel est construit en 1864 sous le nom de théâtre municipal; il est réaménagé en 1958-1961.
La première troupe professionnelle est formée en 1928 sous la direction du maître de ballet Kevorkov. On y danse les grands ballets du répertoire classique, comme Le Lac des cygnes, Cendrillon ou La Fleur de pierre. Pendant la Grande Guerre patriotique, de grands artistes du Bolchoï y sont repliés. La première tournée du théâtre a lieu en 1956 à Moscou avec Rigoletto. Il retourne à Moscou en 1977 avec quinze spectacles. Le théâtre reçoit l'attribut d'« académique ». Le festival Sobinov, festival international d'opéra qui a lieu chaque année en mai-juin, s'y tient à partir de 1986.

## Aujourd'hui

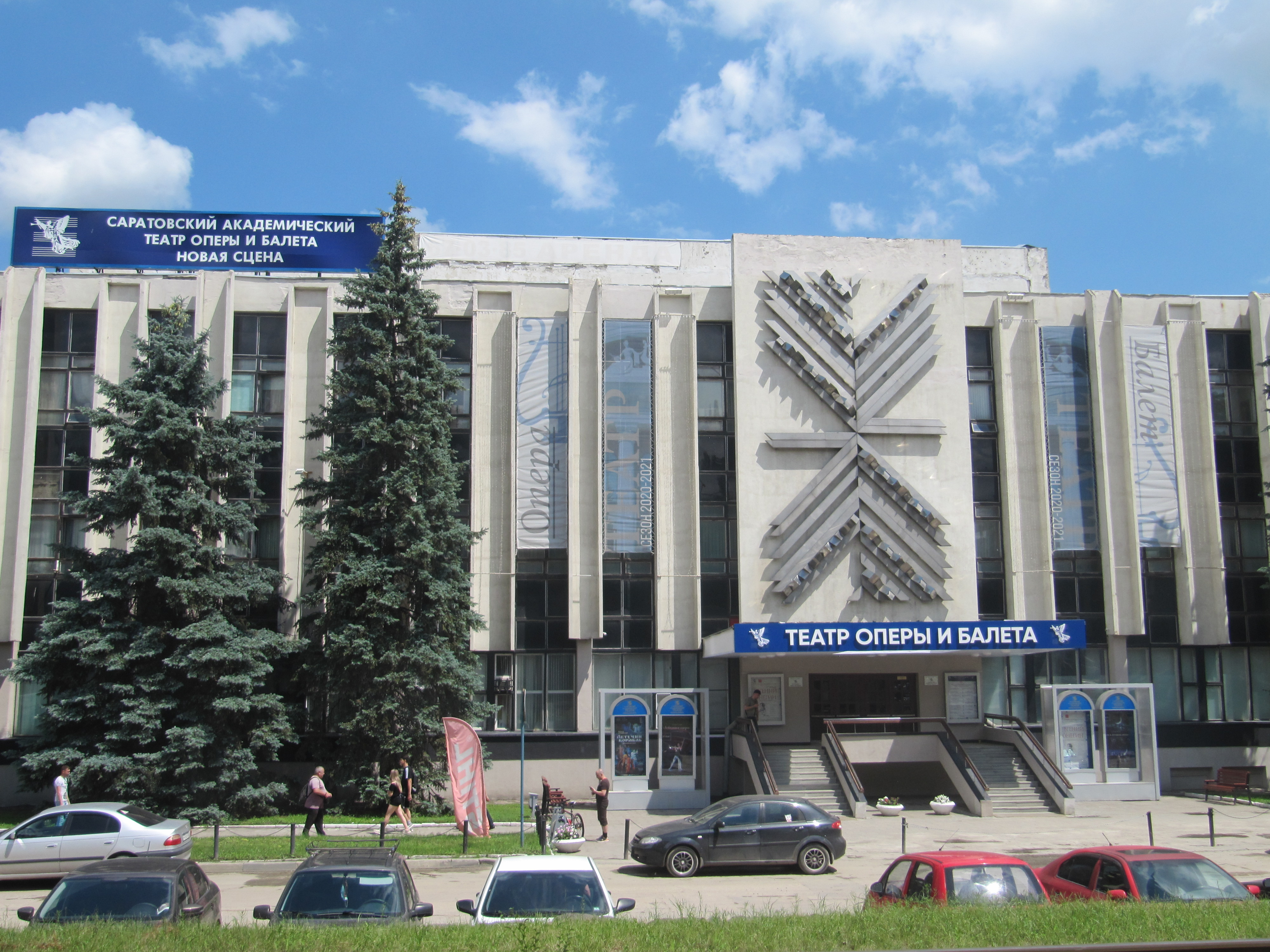
Nouveau théâtre académique d'opéra et de ballet de Saratov.

Le répertoire du théâtre est riche et de nouvelles productions de pièces classiques l'enrichissent encore. On y joue régulièrement entre autres La Khovantchina, Le Prince Igor, Eugène Onéguine, La Dame de pique, Roussalka, Tannhäuser, Guillaume Tell, Un bal masqué, Rigoletto, Le Trouvère, La Flûte enchantée et d'autres opéras de Mozart qui sont joués très souvent, Tosca, Le Barbier de Séville, des opérettes (Lehar, Offenbach, J. Strauss fils, etc.) et les grands ballets du répertoire classique. Le théâtre joue aussi des spectacles contemporains, certains commandés par lui. Il existe aussi des spectacles spécialement destinés à la jeunesse.
La salle du théâtre historique peut accueillir 903 spectateurs. Le théâtre historique a connu une restauration d'ensemble en 2020.